# Dmitrij Jatczenko
Dmitrij Iwanowicz Jatczenko (ros. Дмитрий Иванович Ятченко, ur. 25 sierpnia 1986 w Moskwie) – rosyjski piłkarz występujący na pozycji bocznego obrońcy w kazachskim klubie Szachtior Karaganda.

## Kariera klubowa
Karierę piłkarską Jatczenko rozpoczął w klubie Dinamo Moskwa. Do 2005 roku grał tam w drużynach juniorskich, jednak nie przebił się do pierwszego zespołu i odszedł do Spartaka Nalczyk. W 2007 roku stał się członkiem kadry pierwszego zespołu Spartaka. Swój debiut w Premier Lidze zanotował w 10 marca 2007 w przegranym 0:2 wyjazdowym meczu z Tomem Tomsk. W zespole Spartaka grał przez 3 sezony i rozegrał w nim 71 spotkań ligowych.
Na początku 2010 roku Jatczenko odszedł ze Spartaka do Tereku Grozny, w którym zadebiutował 14 marca w meczu z Sibirem Nowosybirsk (2:0). Był podstawowym zawodnikiem Tierieku. W 2014 roku odszedł do Krylji Sowietow Samara.
| Sezon     | Klub                   | Kraj  | Rozgrywki        | Mecze | Bramki |
| --------- | ---------------------- | ----- | ---------------- | ----- | ------ |
| 2007      | Spartak Nalczyk        | Rosja | Priemjer-Liga    | 18    | 0      |
| 2008      | Spartak Nalczyk        | Rosja | Priemjer-Liga    | 29    | 0      |
| 2009      | Spartak Nalczyk        | Rosja | Priemjer-Liga    | 24    | 0      |
| 2010      | Terek Grozny           | Rosja | Priemjer-Liga    | 30    | 0      |
| 2011-2012 | Terek Grozny           | Rosja | Priemjer-Liga    | 39    | 0      |
| 2012-2013 | Terek Grozny           | Rosja | Priemjer-Liga    | 25    | 0      |
| 2013-2014 | Terek Grozny           | Rosja | Priemjer-Liga    | 7     | 0      |
| 2013-2014 | Krylja Sowietow Samara | Rosja | Priemjer-Liga    | 9     | 0      |
| 2014-2015 | Krylja Sowietow Samara | Rosja | Pierwyj diwizion | 29    | 1      |
| 2015-2016 | Krylja Sowietow Samara | Rosja | Priemjer-Liga    | 11    | 0      |

## Kariera reprezentacyjna
W latach 2007–2008 Jatczenko rozegrał 9 spotkań w reprezentacji Rosji U-21.